# Liste der Abgeordneten zum Salzburger Landtag (Herzogtum, 5. Wahlperiode)
Diese Liste der Abgeordneten zum Salzburger Landtag (Herzogtum, 5. Wahlperiode) listet alle Abgeordneten zum Salzburger Landtag des Herzogtums Salzburg in der 5. Wahlperiode auf. Die Angelobung der Abgeordneten erfolgte am 26. September 1878, wobei der Landtag 26 Abgeordnete umfasste. Dem Landtag gehörten dabei 5 Vertreter des „Großgrundbesitzes“ (GG), 2 Vertreter der Handelskammer (HK), 10 Vertreter der Städte und Märkte (SM) und 8 Vertreter der Landgemeinden (LG). Hinzu kam die Virilstimme des Salzburger Erzbischofs.

## Sessionen
Die 5. Wahlperiode war in 5 Sessionen unterteilt:
- I. Session: vom 26. September 1878 bis zum 19. Oktober 1878 (15 Sitzungen)
- II. Session: vom 8. Juni 1880 bis zum 12. Juli 1880 (12 Sitzungen)
- III. Session: vom 24. September 1881 bis zum 22. Oktober 1881 (10 Sitzungen)
- IV. Session: 26. September 1882 bis zum 20. Oktober 1882 (8 Sitzungen)
- V. Session: 28. Mai 1883 bis zum 23. Juni 1883 (10 Sitzungen)

## Landtagsabgeordnete
| Name                    | Wahlklasse  | Region                                                | Anmerkung |
| ----------------------- | ----------- | ----------------------------------------------------- | --- |
| Benedikt Karl           | GG          |                                                       | vor der II. Session ausgeschieden                                                                                    |
| Biebl Rudolf            | SM          | Stadt Salzburg                                        | |
| Binggl Peter            | SM          | Tamsweg, St. Michael, Mauterndorf                     | am 26. September 1881 für Peter Paul Prandstätter angelobt                                                           |
| Bürgler Johann          | GG          |                                                       | |
| Chorinsky Karl          | LG          | St. Johann                                            | |
| Czech Wenzl             | LG          | Salzburg                                              | |
| Eder Franz Albert       | Virilstimme |                                                       | |
| Fill Josef              | SM          | Zell am See, Saalfelden, Mittersill, Lofer, Taxenbach | am 5. Oktober 1881 für Josef Thalmayr angelobt                                                                       |
| Fuchs Viktor            | LG          | Zell am See                                           | |
| Fürschnaller Alois      | LG          | Zell am See                                           | |
| Gmachl Michael          | GG          |                                                       | |
| Groh Johann             | SM          | Neumarkt, Seekirchen, Straßwalchen, Oberndorf         | |
| Harrer Ignaz            | SM          | Stadt Salzburg                                        | |
| Hueber Eduard           | SM          | Stadt Salzburg                                        | am 2. Oktober 1878 angelobt                                                                                          |
| Keil Franz              | HK          |                                                       | |
| Lackner Johann          | LG          | St. Johann                                            | |
| Lamberg Hugo            | SM          | Hallein                                               | Mandatsverzicht vor der II. Session                                                                                  |
| Lienbacher Georg        | SM          | Golling, Kuchl, Abtenau                               | |
| Lienbacher Matthias     | LG          | Salzburg                                              | |
| Neumayer Mathias        | GG          |                                                       | |
| Oedl Alois              | SM          | Hallein                                               | am 26. September 1881 angelobt                                                                                       |
| Padstätter Johann       | SM          | Hallein                                               | für Hugo Lamberg angelobt, auf Grund von Krankheit in der II. Session beurlaubt und nie angelobt und bald verstorben |
| Prandstätter Peter Paul | SM          | Tamsweg, St. Michael, Mauterndorf                     | im Amt verstorben |
| Rußegger Sebastian      | GG          |                                                       | am 8. Juni 1880 für Karl Benedikt angelobt                                                                           |
| Salzmann Josef          | GG          |                                                       | |
| Schwer Josef Alexander  | LG          | Salzburg                                              | |
| Spängler Rudolf         | HK          |                                                       | |
| Steger Mathias          | LG          | Tamsweg                                               | |
| Thalmayr Josef          | SM          | Zell am See, Saalfelden, Mittersill, Lofer, Taxenbach | Mandatsniederlegung vor der III. Session                                                                             |
| Wegscheider Johann      | SM          | St. Johann, Werfen, Gastein, St. Veit, Wagrain        | |
| Winkler Alois           | SM          | Radstadt                                              | |